# Carl Emil Scharling
Carl Emil Scharling (født 28. juli 1803 i København, død 17. juni 1877) var en dansk teolog, bror til Edvard August Scharling, far til Carl Henrik og Hans William Scharling.
Scharlings far, Simon Peter Scharling (død 1831), bestyrede en pogeskole for drenge, men skønt denne havde et stort antal disciple, gav den dog ikke større overskud, end at der i hjemmet måtte leves et meget tarveligt liv, for at de knappe indtægter kunne slå til for den store børneflok, tilmed da faderen, som var en fintdannet mand med mange åndelige interesser, ønskede at give sine sønner den bedst mulige opdragelse. Moren hed Andrea Christiane født Eberhardt (død 1853). Da Scharling havde gennemgået farens skole, blev han sat i Borgerdydskolen i København, hvor han ved sin flid og dygtighed blev den bekendte skolebestyrer Michael Nielsens erklærede yndling, og hvorfra han blev student 1820. Efter at han 1821 havde bestået Anden Eksamen med udmærkelse, begyndte han at studere teologi, og her fandt han i sin senere mangeårige kollega H.N. Clausen, der netop den gang blev ansat ved universitetet, en lærer, "hvem selv hans Modstandere gave det Vidnesbyrd, at hans Indflydelse paa de studerende langt overgik den Virkning, som nogen teologisk Professor i Mands Minde havde øvet".
I 1825 bestod Scharling den teologiske embedseksamen med udmærkelse og tilbragte nu nogle lykkelige år på Borchs Kollegium, hvor han allerede 1824 var blevet alumnus. Blandt kollegiets alumner var der den gang adskillige mere end almindelig begavede unge mænd, og blandt dem var der navnlig to, med hvem Scharling indgik et trofast venskab, de senere biskopper J.H. Lautrup og Gerhard Peter Brammer. Scharling studerede meget flittig og udarbejdede i overensstemmelse med de regler, som da gjaldt for kollegiets beboere, et par små latinske disputatser, af hvilke den ene fik den betydning, at den gav ham et fingerpeg om, at den systematiske teologi, som han den gang særlig beskæftigede sig med, ikke lå rigtig for hans evner. Ved siden af sine teologiske studier dyrkede han imidlertid også studiet af verdenshistorien, og en frugt heraf var hans Udsigt over Historiens vigtigste Begivenheder (1826), hvori han lagde mere vægt på kulturhistorien, end det den gang i reglen skete i historiske lærebøger. I 1828 blev han kreeret til magister artium efter at have forsvaret en latinsk afhandling de Stedingis, der indeholdt en grundig undersøgelse om et lille frisisk bondefolk i Oldenborg, som efter en heltemodig frihedskamp blev tilintetgjort af en korshær, der var udsendt af ærkebispen af Bremen. Denne lille bog, der var skrevet i så godt latinsk sprog, at forfatteren fik megen anerkendelse for den filologiske dygtighed, han her havde lagt for dagen, henledede i høj grad opmærksomheden på ham, og der blev nu tilstået ham offentlig understøttelse til en udenlandsrejse.
Fra september 1829 var han et års tid borte, navnlig i Paris, Basel og Tübingen, og kort efter sin hjemkomst blev han udnævnt til lektor i religion og moral ved Sorø Akademi samt religionslærer ved latinskolen. Det var en stilling, der egnede sig fortræffelig for en mand, som ønskede at uddanne sig til virksomheden som universitetslærer, og her levede Scharling tre lykkelige år, efter at han 4. januar 1831 havde ægtet Anna Petrea Abild Lund (født 1802), datter af pakhusforvalter og bogholder Jørgen Christensen Lund. Personlig elskværdig, som Scharling var, vandt han sig venner i sine kolleger historikeren Hector Frederik Janson Estrup, B.S. Ingemann, Ludvig August Rothe og Peder Hjort, samtidig med at han ved siden af sin embedsgerning holdt foredrag og skrev afhandlinger, blandt hvilke især må nævnes: Hvad er Hensigten, Betydningen og Resultaterne af Teologernes videnskabelige Undersøgelser om det nye Testamentes Skrifter? (1833), hvori han med anerkendelse, måske stundom for vidt gående anerkendelse, af den videnskabelige kritiks arbejde trådte i skranken imod dens udskejelser. Det var det første arbejde af den art i vor teologiske litteratur, og derved havde Scharling, som H.N. Clausen skrev til ham, "legitimeret sig som Theolog", hvilket havde til følge, at der i efteråret 1832 blev tilbudt ham ansættelse som teologisk professor ved Københavns Universitet; men beskeden i sin selvvurdering, som Scharling var, afslog han tilbuddet. Et år efter blev der imidlertid atter et professorat ledigt, og da dette også blev ham tilbudt, modtog han tilbuddet og blev 11. januar 1834 udnævnt til professor ved universitetet.
Det stod den gang i Scharlings magt at vælge, om han ville være professor i kirkehistorie eller i moral og nytestamentlig eksegese, og skal man bedømme ham efter de skrifter, han har efterladt, må det vistnok siges, at kirkehistorien ville have ligget bedre for hans evner end de fag, han valgte. Hans virksomhed som lærer i moral fik ikke synderlig betydning, men blev heller ikke af lang varighed, da det kun varede få år, inden han på dette punkt blev afløst af Hans Lassen Martensen, hvem han vistnok med stor glæde modtog som sin afløser på dette område. Fra nu af indskrænkedes hans virksomhed til det nye testamentes eksegese og isagogik, og navnlig på det sidste fags område gjorde han et stort og fortjenstfuldt arbejde, dels ved sine forelæsninger, dels ved sin teologiske doktordisputats om apostelen Paulus og hans modstandere (De Paulo apostolo ejusque adversariis, 1836), sine universitetsprogrammer: Paastanden om den kristne Kirkes Ebionitisme gjennem de tvende første Aarhundreder (1843) og Har det fjerde Evangeliums Forfatter gjort Fordring paa historisk Troværdighed for sine Beretninger? (1844, på latin; senere oversat til dansk af forfatteren) og navnlig ved den række isagogiske artikler, som han efterhånden skrev i Theologisk Tidsskrift og Nyt theologisk Tidsskrift, som han fra 1837-61 udgav i forening med Christian Thorning Engelstoft (24 bind), og hvori han holdt den teologiske læseverden her i landet à jour med de isagogiske forhandlinger i udlandet. Det må erindres, at begyndelsen af Scharlings isagogiske forfattervirksomhed faldt sammen med begyndelsen af det nedbrydningsarbejde over for det nye testamente, som David Friedrich Strauss, Ferdinand Christian Baur og hans disciple (Tübingerskolen) tog fat på i Tyskland, og det var ikke noget let arbejde for en ung teolog, som Scharling den gang var, straks at komme på det rene med, hvad der var sandt og hvad falsk i det nye syn på den hellige skrift, som her førtes frem med stor lærdom og blændende genialitet; men til Scharlings ære skal det siges, at om han end måske i begyndelsen stundom gik lidt for vidt i sine indrømmelser, så var hans syn på den hellige skrift for grundkristeligt til, at han kunne lade sig bedåre af den nye visdom, og jo længere han skred frem i sine undersøgelser, des mere afgjort modstander blev han af den. Fremdeles tør det vistnok med rette siges, at når den nedbrydende kritik af det nye testamente fik så liden betydning her i landet, skyldes æren derfor for en væsentlig del Scharlings ædruelige og sandhedskærlige arbejde i isagogikkens tjeneste.
Foruden sine isagogiske arbejder skrev han også nogle små eksegetiske afhandlinger samt to latinske fortolkninger til 2. Korinthierbrev (1840) og til Jacobs og Judas’ Breve (1841), arbejder, som vidne om forfatterens lærdom og grundighed, men når de sammenholdes med den kirkehistoriske afhandling Mystikeren Michael Molinos’ Lære og Skæbne, som han udgav 1852 (i Videnskabernes Selskabs Skrifter), og som vandt megen og fuldt fortjent anerkendelse både her og i udlandet – den blev oversat på tysk af professor Christian Wilhelm Niedner –, kan man ikke værge sig mod den tanke, at hans flid og evner ville have båret rigere frugt i kirkehistoriens end i exegesens tjeneste. Som Universitetslærer kom Scharling til at stå noget i Skygge ved Siden af så fremragende Kolleger som H.N. Clausen og Martensen; men han var altid genstand for studenternes udelte højagtelse og hengivenhed. De vidste, at han var en grundlærd og såre flittig mand, der omfattede sin gerning med den største kærlighed og havde et åbent hjerte for de studerende, som vare sikre på altid at finde velvilje hos ham, når de henvendte sig til ham, og hans embedsbrødre så vel som de yngre teologer, der kom i nærmere forhold til ham, kunne ikke andet end at føle sig stærkt tildraget af hans elskelige personlighed. sandhedskærlig og retfærdig, men tillige mild og kærlig, var han trofast imod sine venner, samtidig med at han ikke lod sig forføre til at fælde skarpe og uretfærdige domme over dem, der havde strømmen imod sig. Man følte, når man lærte ham at kende, at når han som eksegetisk professor daglig studerede sit nye testamente, brugte han det med det samme som kristen til sin egen opbyggelse på sandhedens grund, og det var derfor sikkert også fuldstændig rigtigt, når den almindelige mening var, at han ville have egnet sig fortræffelig til at beklæde et bispeembede, hvilket også viste sig at være regeringens mening, da den i 1851 tilbød ham bispeembedet i Fyns Stift; men atter her viste Scharlings beskedenhed sig, da han mente, at de fordringer, dette embede ville stille til ham, overstege hans kræfter, og derfor afslog tilbuddet. i sit hjem levede han et såre lykkeligt liv, så længe han beholdt sin hustru; men allerede 1844 mistede han hende, og det tab forvandt han aldrig, hvor kærligt end det samliv var, som han levede med sine børn. To af dem blev hans kolleger som universitetslærere en halv snes år, før han selv trak sig tilbage. Hans helbred havde længe været svagt, da han i 1876 bestemte sig til at søge sin afsked, og allerede det følgende år døde han, 17. juni 1877. Et par år efter hans død udgav hans ældste søn, pastor J.P.C. Scharling, farens Theologiske Afhandlinger og indledede dem med et omrids af hans levned (1880).
Her skal endnu omtales, at Scharling var universitetets rektor 1842-43 og 1861-62, at han blev medlem af Videnskabernes Selskab 1845, og at han l874 blev kommandør af Dannebrog.